# Rocafort de Queralt
Rocafort de Queralt és un municipi situat al nord-est de la part central de la comarca de la Conca de Barberà, i constitueix la separació física entre la Conca estricta i la zona de la Baixa Segarra, en el coll de Deogràcies.
Molt a prop de la població neix el riu Anguera, afluent del Francolí.

El nom del poble de Rocafort prové del llatí medieval *rŏcca fŏrte, 'roca forta'. El mot roca abunda en la toponímia catalana per designar antics castells bastits damunt una penya, com és el cas d'aquí. L'afegit "de Queralt" fa referència al fet que al segle xiii pertanyia als Queralt de Santa Coloma, que acabaren sent els primers barons de Rocafort.

## Geografia
- Llista de topònims de Rocafort de Queralt (Orografia: muntanyes, serres, collades, indrets..; hidrografia: rius, fonts...; edificis: cases, masies, esglésies, etc).

## Història
El lloc de Rocafort apareix ja el 1076 com a pertanyent a Guerau Guitard de Santa Perpètua, que el repoblà i hi trobà la mort a mans dels sarraïns. Al segle xiii pertanyia als Queralt de Santa Coloma; Dalmau de Queralt comprà el 1370 la jurisdicció del lloc a Pere el Cerimoniós i es formà així la baronia de Rocafort de Queralt, que per successió passà als Centelles, comtes d'Oliva. Al segle xiv constava com a castlà de Rocafort Berenguer de Llorac, senyor de Solivella. Al segle següent la castlania passà als Biure. Des de 1515 i fins a l'extinció de les senyories, la baronia de Rocafort fou de la família d'Armengol i, actualment, dels Cirera.
Un dels trets característics va ser la forta emigració que tingué la població de la vila, principalment a Cuba. De retruc, al poble hi ha diverses cases construïdes pels rocafortins que van anar a Cuba, "cubanos", com cal Claret d'estil purament colonial.
A la darrera dècada del segle xx, Rocafort de Queralt va destacar als mitjans de comunicació catalans per una decisió política de l'Executiu de la Generalitat de Catalunya quan el Pla Director per a la Gestió dels Residus Industrials a Catalunya, del Departament de Política Territorial i Obres Públiques de la Generalitat de Catalunya, encapçalat pel conseller Joaquim Molins, va decidir ubicar un abocador de residus industrials controlat al veí terme de Forès i una incineradora al Pla de Santa Maria (Alt Camp). La decisió va generar un rebuig força generalitzat a la Conca de Barberà i a l'Alt Camp, i es desenvolupà un fort moviment ciutadà d'oposició al projecte. La contestació al Pla de residus en aquestes i d'altres comarques va fer que fos retirat i es consensués entre la majoria dels grups polítics del Parlament de Catalunya una llei de gestió dels residus industrials que no donava indicació dels indrets on s'havien de localitzar les infraestructures necessàries. Una altra de les conseqüències fou la creació del partit comarcal Unió d'independents Conca de Barberà.
El 2008 va ser un dels nou membres fundadors de l'Associació de micropobles de Catalunya.

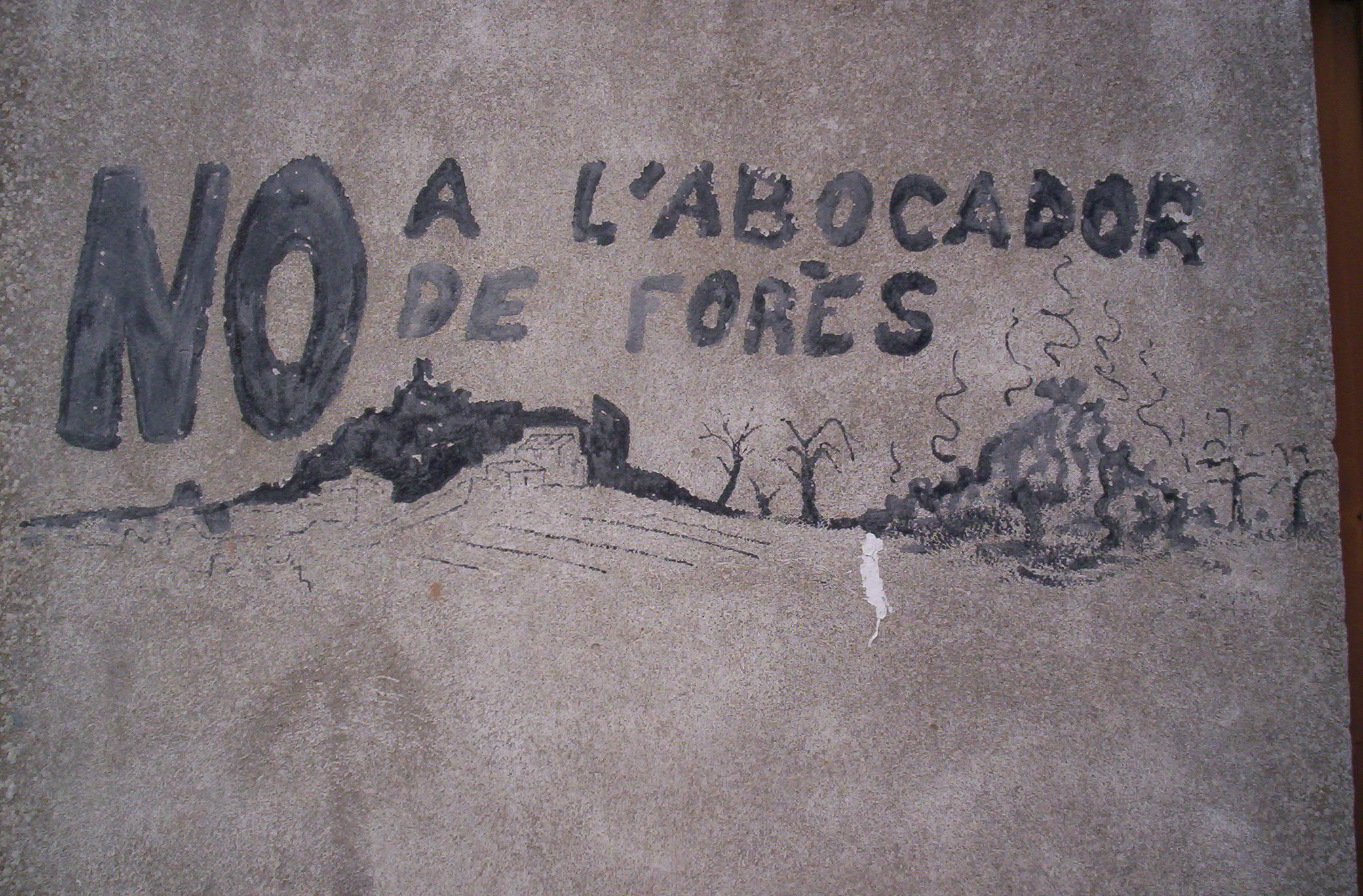
Pintada a la bàscula del poble de Forès referida al rebuig dels ciutadans del poble i de la Conca de Barberà al Pla de residus de l'executiu de la Generalitat que, el 1990, projectava una abocador de residus industrials al poble. La fotografia està presa l'any 2007.

## Demografia
La població tenia 33 focs el 1497. Va fer un salt important al llarg del segle xviii (204 habitants el 1717 i 290 el 1787), però va minvar a la primera meitat del segle xix. Tingué una important recuperació a partir del 1845, fins a aconseguir el màxim històric el 1887 amb 813 habitants. Al segle xx la incidència de la fil·loxera va provocar una notable emigració, sobretot a Amèrica; les pèrdues de la guerra civil i l'emigració política arran de la desfeta republicana afligiren la vila. Amb posterioritat, la manca d'indústria i d'empreses del sector serveis van provocar una minva progressiva que arriba fins a l'actualitat.
| 1497 f | 1515 f | 1553 f | 1717 | 1787 | 1857 | 1877 | 1887 | 1900 | 1910 |
| ------ | ------ | ------ | ---- | ---- | ---- | ---- | ---- | ---- | ---- |
| 33     | 37     | 44     | 204  | 290  | 693  | 715  | 813  | 760  | 684  |

| 1920 | 1930 | 1940 | 1950 | 1960 | 1970 | 1981 | 1990 | 1992 | 1994 |
| ---- | ---- | ---- | ---- | ---- | ---- | ---- | ---- | ---- | ---- |
| 689  | 675  | 590  | 616  | 525  | 398  | 309  | 271  | 259  | 259  |

| 1996 | 1998 | 2000 | 2002 | 2004 | 2006 | 2008 | 2010 | 2012 | 2014 |
| ---- | ---- | ---- | ---- | ---- | ---- | ---- | ---- | ---- | ---- |
| 254  | 272  | 279  | 273  | 262  | 264  | 284  | 258  | 268  | 256  |

| 2016 | 2018 | 2020 | 2022 | 2024 | 2026 | 2028 | 2030 | 2032 | 2034 |
| ---- | ---- | ---- | ---- | ---- | ---- | ---- | ---- | ---- | ---- |
| 251  | 260  | 211  | 241  | 246  | -    | -    | -    | -    | -    |

## Economia

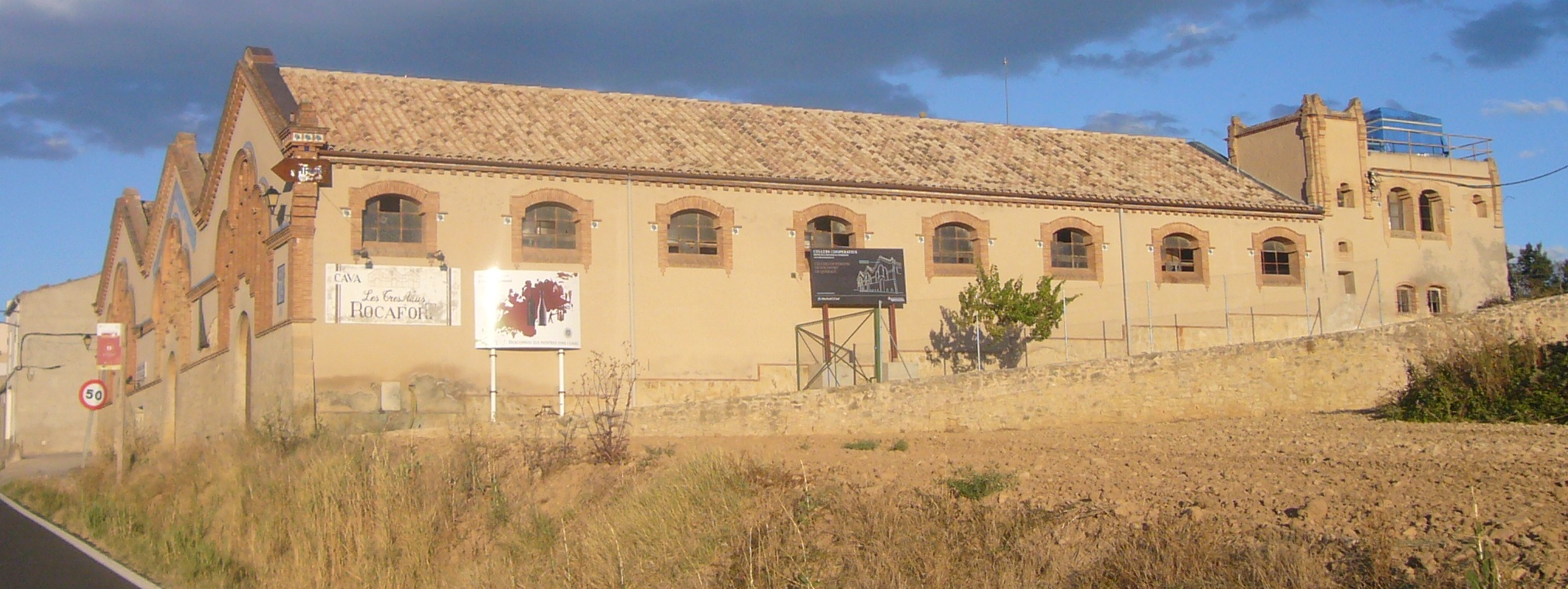
Celler de la Societat Agrícola

Rocafort de Queralt és un municipi bàsicament agrícola i on jovent marxa a treballar a les indústries dels voltants, principalment a Montblanc, a Sarral i a Valls. Cada cop més, l'agricultura és una activitat econòmica complementària del municipi.
Els conreus principals són la vinya, els cereals i, molt més secundàriament, els ametllers. El regadiu, que aprofita les aigües del riu de Vallverd, ocupa un 2% del terme. No es documenten activitats ramaderes ni industrials. Sí que hi resta una empresa dedicada al safrà i a les espècies car el safrà fou un dels eixos vertebradors de l'economia del poble des de la baixa edat mitjana (segle xiii) fins ben entrat el segle xx.
Actualment està començant a tenir incidència el turisme d'interior, atret per la seva gastronomia i per la cooperativa situada al Celler de la Societat Agrícola, una de les anomenades catedrals del vi. És un dels més bells exponents dels cellers de Catalunya. Fou construït per Cèsar Martinell, el 1918. Destaca el seu interior per l'arc de diafragma. Tot l'edifici fou bastit amb parets de maçoneria i maó vist donada l'escassetat de fusta que hi hagué en temps de la Primera Guerra Mundial (1914-1918).
La vila disposa al municipi d''una escola pública (integrada en una ZER), una pista poliesportiva descoberta i un camp de futbol.

## Festes
- Festes Majors el 15 de maig i el 6 d'agost.
- Festa de Sant Roc i Nit del Cava, el 16 d'agost.